# Yutaro Chinen
Yutaro Chinen (知念 雄太朗 Chinen Yutaro?), född 19 november 1993 i Okinawa prefektur, är en japansk fotbollsspelare.
Chinen började sin karriär 2016 i FC Ryukyu. Han spelade 72 ligamatcher för klubben.